# Вызов (книга Черномырдина)
«Вызов» — политические мемуары Виктора Степановича Черномырдина, описывающие его миссию в качестве специального представителя президента Российской Федерации Бориса Ельцина по урегулированию конфликта в Косово в 1999 году.

## Исторический фон и сюжет
Весной 1999 года, во время кризиса на Балканах, Черномырдин был назначен специальным представителем президента РФ Бориса Ельцина по урегулированию ситуации вокруг Югославии. Выбор президента был обусловлен тем, что Виктор Степанович до этого работал председателем Правительства России, был сопредседателем российско-американской комиссии по экономическому сотрудничеству («комиссии Гор — Черномырдин») и был лично знаком практически со всеми главами стран — членов НАТО.
В этом статусе Черномырдин принимал активное участие в переговорах по вопросам политического разрешения косовского кризиса, прекращения военных действий и мирного урегулирования конфликта. В итоге он убедил югославского президента Слободана Милошевича в необходимости ввести вопрос в правовое русло, в результате чего Косово было передано под управление миротворческого контингента сил НАТО.
Мемуары Черномырдина лишь частично описывают его деятельность как политического и дипломатического деятеля: согласно подсчётам историка Е. Ю. Гуськовой, «…из 600 страниц на 250 рассказывается о выполнении поручения Президента урегулировать кризис в Югославии. Почти 200 страниц отданы хронике событий с начала бомбардировок (24 марта) до окончания переговорного процесса (20 июня). Материалы хроники подобраны таким образом, что дают представление о российской позиции и роли В. С. Черномырдина в сложном переговорном процессе. Деятельность В. С. Черномырдина как премьера и посла представлена ещё на 150 страницах. Таким образом, автор коротко рассказывает о себе как о политическом и дипломатическом деятеле и подробно — о сложной и важной миссии».

## Работа над книгой и публикация
Как объяснял сам Черномырдин, идея написания книги пришла к нему после событий в Ираке: «…я не собирался писать книгу, и ничего бы не написал, если бы не иракские события. Сценарий по сути тот же [что и в Косово]». Во время презентации книги Черномырдин назвал ещё одну причину, побудившую его к написанию мемуаров: его коллеги по переговорам в Югославии — президент Финляндии Мартти Ахтисаари и заместитель госсекретаря США Строуб Тэлботт — уже написали по две книги на эту тему. Книга Ахтисаари не вызывала у бывшего премьера чувства негодования, но то, что «написал Тэлботт о России и наших руководителях — это уж слишком», — сообщил Черномырдин. В этих обстоятельствах Виктор Степанович решил, что молчать нельзя, и опубликовал свою версию событий, участником которых он был.

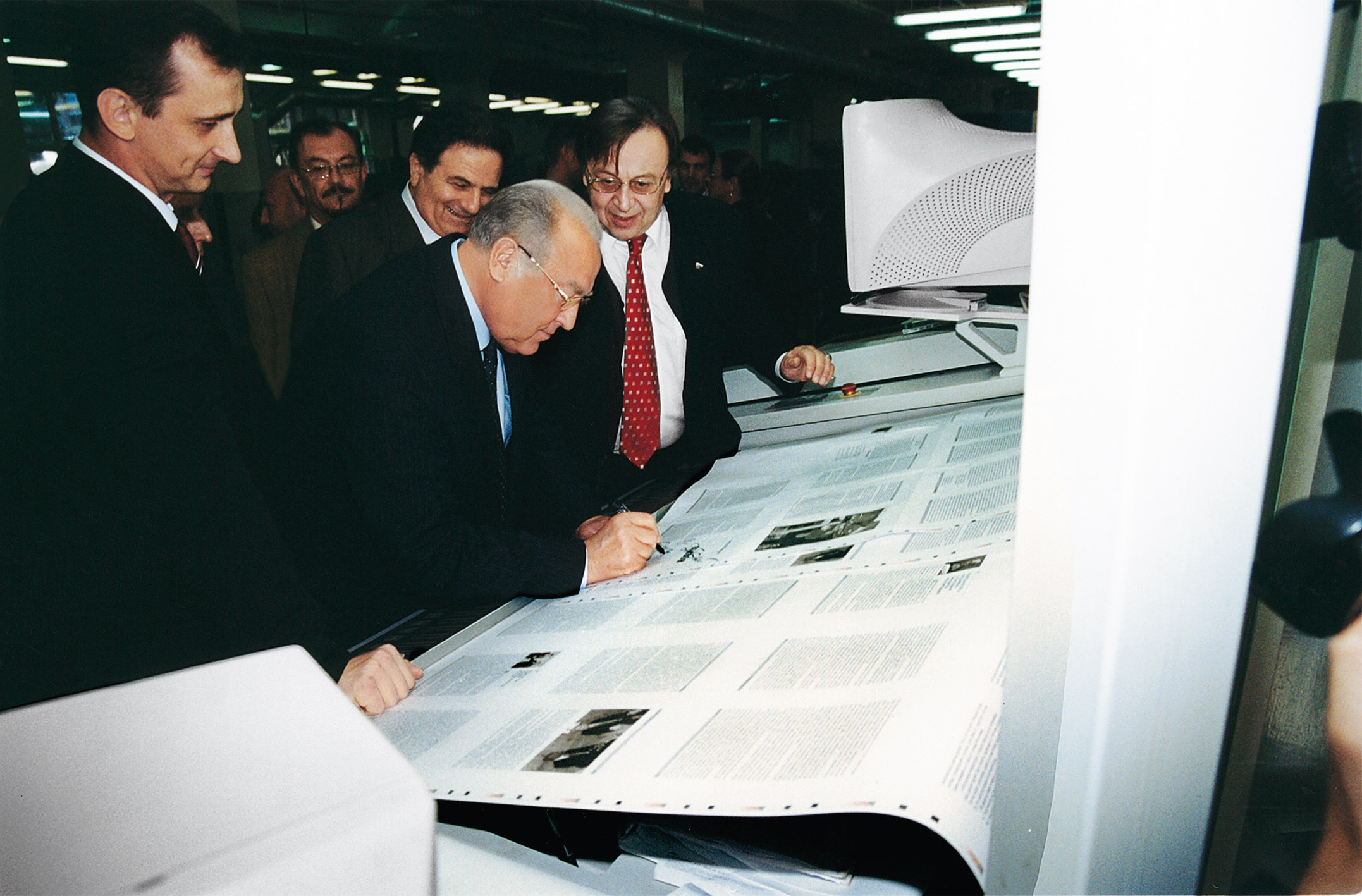
10 сентября 2003 года. Киев. Виктор Черномырдин подписывает печатные листы своей книги «Вызов» в украинской типографии

Черномырдин признавался, что планировал назвать книгу «Вызов времени», но по предложению Александра Стручков, издателя книги, директора издательства «Московский писатель», название сократил. В интервью «Известиям» Стручков заверил журналистов, что Виктор Степанович работал над книгой сам: «Его считают косноязычным, а он афористичный. У него есть чувство языка — иначе бы не рождались крылатые фразы. Виктор Степанович сочинял почти как Достоевский: сначала проговаривал книжку (не секретарше, а диктофону, он его дома все время в кармане носит, достает тогда, когда мысль приходит), потом давал, чтобы расшифровали, правил и передавал в набор. Книга весь отпуск Черномырдину испортила: во Францию, в санаторий ему каждый день рукопись на вычитку отсылали — от этих объемов там факс сломался, пришлось новый покупать. Но французы знали: Черномырдин книгу пишет, и не жаловались».
Печатать мемуары Черномырдин изначально собирался в России, на Чеховском полиграфическом комбинате, пока не посетил киевскую типографию и не выяснил, что при одинаковом уровне издательских возможностей, публикация на Украине будет выгоднее. Тем более можно было контролировать предпечатный процесс, так как Черномырдин работал в Киеве российским послом. Он сам лично и подписывал в типографии свою книгу в печать. «Здесь забыли, как делать красивые книжки, здесь не было заказчиков высокого ранга… Но тут печатаются российские журналы — в Киеве, получается дешевле и качественнее», — признавался издатель Стручков.
Презентация книги состоялась в Москве 17 ноября 2003 года в зале для пресс-конференций ИТАР-ТАСС.

## Отзывы

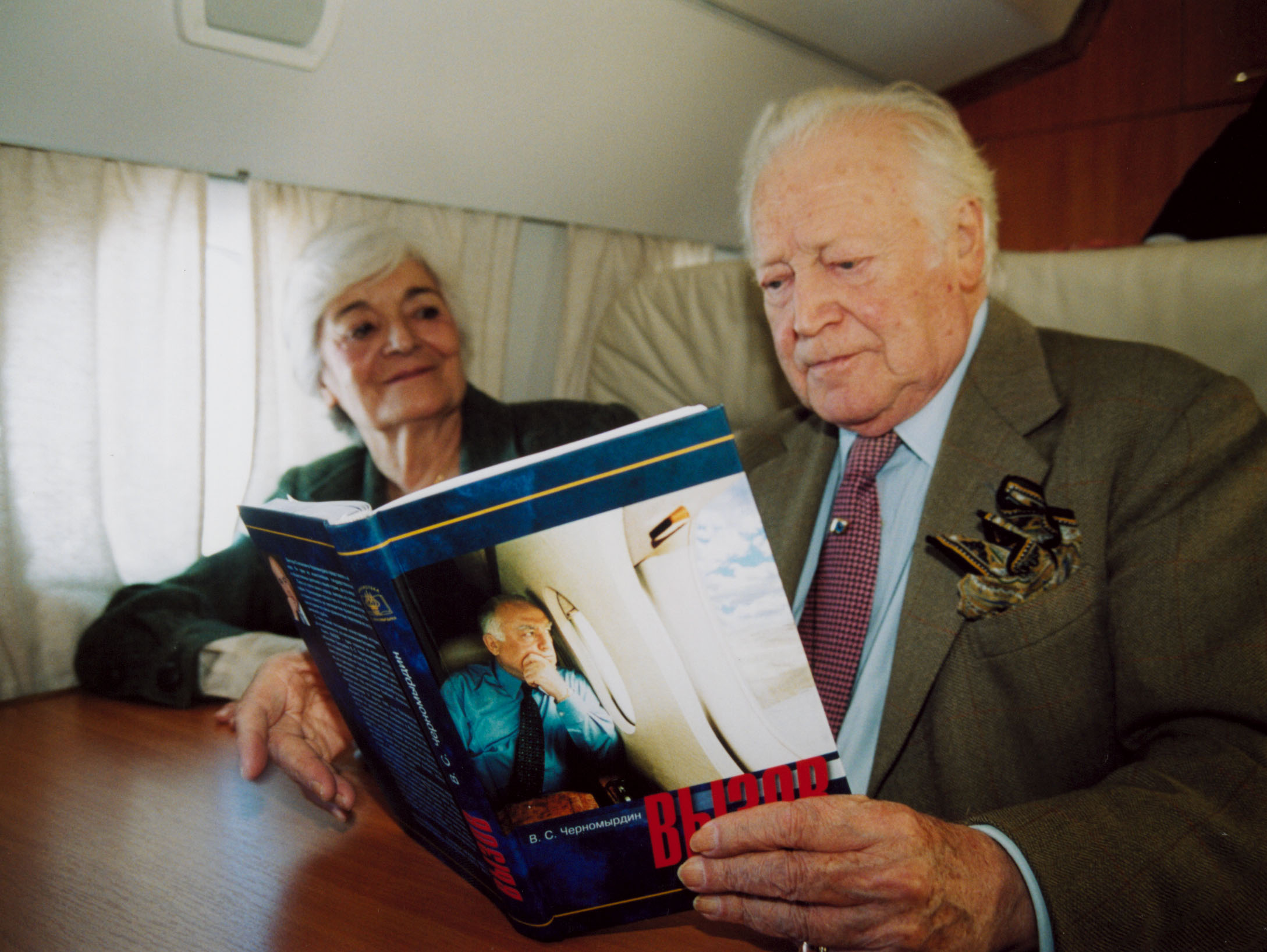
Писатель Морис Дрюон с супругой Мадлен знакомятся с книгой «Вызов»

Книга «Вызов» получила высокую оценку со стороны специалистов-международников и историков-балканистов. Так, на презентации книги министр иностранных дел Игорь Иванов заявил: «Многие пытались писать о Югославии — в частности, небезызвестные госсекретарь Олбрайт и генерал Кларк, но только Виктору Черномырдину удалось заполнить вакуум в этом вопросе». Доктор исторических наук Д. Истягин в своей рецензии на «Вызов» отмечал, что «фундаментальная работа видного российского государственного деятеля В. С. Черномырдина может сослужить немалую службу сообществу исследователей-международников, экспертов в сферах обеспечения безопасности и „наращивания“ культуры мира». Доктор исторических наук, руководитель Центра по изучению современного балканского кризиса Института славяноведения РАН Е. Ю. Гуськова сочла роль Черномырдина в книге приукрашенной, поскольку представитель президента по сути не смог добиться выполнения тех требований, в которых была заинтересована Россия. «Но несмотря на это книга представляет для нас, историков, несомненный интерес, — отмечала исследовательница. — Хотя в ней роль В. С. Черномырдина несколько приукрашена, мы теперь сможем, благодаря воспоминаниям почти всех участников переговоров, восстановить их ход, и, соответственно, сделать выводы о их последствиях».
Рецензенты также отмечали, что книга содержит неожиданно мало крылатых выражений, которыми славилась речь Виктора Степановича. Даже те немногие афоризмы, которые были обнаружены корреспондентами, содержатся не в самих мемуарах непосредственно, а в приложении — отрывке романа «Школа тигра» (ISBN 5936700208) Александра Реброва (Стручкова), в которой прямая речь Черномырдина, повествующего о балканских событиях в кругу друзей, была передана максимально аутентично.

## Библиографические данные
- Черномырдин, В. С. Вызов. — 2-е, испр. и доп. — М. : «Московский писатель», 2003. — 616 с. — (Библиотека В. С. Черномырдина). — 50 000 экз. — ISBN 5-93670-024-0.